# The Soul Sessions
The Soul Sessions — дебютный альбом британской соул-певицы Джосс Стоун, изданный 24 ноября 2003 года в Великобритании лейблом Relentless Records. Альбом состоит из коллекции кавер-версий песен 60-х и 70-х годов двадцатого века, а также современных песен с новой соул-аранжировкой.
В некоторых странах альбом был издан с защитой от копирования компакт-дисков Copy Control.

## Об альбоме
The Soul Sessions был спродюсирован соул певицей из Майами — Betty Wright и генеральным директором звукозаписывающей компании S-Curve Records — Стиви Гринбергом. Певица работала с такими мастерами соула, как: Benny Lattimore, Little Beaver, Timmy Thomas, а также с современными музыкантами, например: нео-соул певицей Энджи Стоун и с хип-хоп группой The Roots.
Стоун говорила в интервью для MTV News, что она чувствовала себя запуганной от статуса и количества знаменитых музыкантов, которые способствовали выходу альбома. "Это было впечатляюще, поскольку они работали со многими великими, лучшими артистами. Я, отчасти, ещё маленькой девочкой начала петь с такими звездами". В завершении работы над альбомом, своим талантом она произвела впечатление на всех музыкантов.

## Дебют в чартах
17 января 2004 года альбом "The Soul Sessions" вошёл в чарт UK Albums Chart на сорок седьмом месте и стал одним из высоких дебютов недели, заняв четвёртое место через три недели. Альбом провел пять недель на вершине чарта Великобритании до конца февраля 2004 года, также 15 апреля 2005 года альбом получил платиновый сертификат от Британской ассоциации звукозаписывающих компаний — British Phonographic Industry. Кроме того, альбом занял девятнадцатую строчку в списке музыкальных бестселлеров 2004 года. В США альбом вошёл в ТОП 40, согласно чартам Billboard 200 и Billboard Top R&B/Hip-Hop Albums в мае 2004 года, и возглавил чарт Billboard Top Heatseekers. "The Soul Sessions" также пользовался успехом в Европе, где занимал места среди лучших десяти или пятнадцати альбомов во многих странах. В настоящее время мировые продажи альбома составляют более четырёх миллионов экземпляров.

## Список композиций
1. "The Chokin' Kind" (Harlan Howard) – 3:35
2. "Super Duper Love (Are You Diggin' on Me?) Pt. 1" (Willie Garner) – 4:20
3. "Fell in Love with a Boy" (Джек Уайт) – 3:38
4. "Victim of a Foolish Heart" (Charles Buckins, George Jackson) – 5:31
5. "Dirty Man" (Bobby Miller) – 2:59
6. "Some Kind of Wonderful" (John Ellison) – 3:56
7. "I've Fallen in Love with You" (Carla Thomas) – 4:29
8. "I Had a Dream" (John Sebastian) – 3:01
9. "All the King's Horses" (Арета Франклин) – 3:03
10. "For the Love of You Pts. 1 & 2" (Ernest Isley, Marvin Isley, O'Kelly Isley, Jr., Ronald Isley, Rudolph Isley, Christopher Jasper) – 7:33

### Версия для Японии
1. "The Player" (Allan Felder, Norman Harris) – 4:41

### Бонус DVD версия для Франции
1. "Fell in Love with a Boy" (Видео)
2. "Super Duper Love" (Видео)
3. "It's a Man's Man's World" (Выступление на Kennedy Center, Вашингтон (округ Колумбия), 7 декабря 2003) (Аудио) – 3:35
4. "Victim of a Foolish Heart" (Выступление на Ronnie Scott's, Лондон, 25 ноября 2003) (Аудио) – 6:25

## Версии в оригинале
| Песня | Первый исполнитель | Год  |
| --- | ------------------ | ---- |
| "The Chokin' Kind" 1 | Waylon Jennings    | 1967 |
| "Super Duper Love (Are You Diggin' on Me?) Pt. 1" (оригинальное название "Super Duper Love (Are You Diggin' on Me) - Часть 1") | Sugar Billy        | 1974 |
| "Fell in Love with a Boy" (оригинальное название "Fell in Love with a Girl")                                                   | The White Stripes  | 2001 |
| "Victim of a Foolish Heart" | Bettye Swann       | 1972 |
| "Dirty Man" | Laura Lee          | 1967 |
| "Some Kind of Wonderful" | Soul Brothers Six  | 1967 |
| "I've Fallen in Love with You"                                                                                                 | Carla Thomas       | 1968 |
| "I Had a Dream" | John Sebastian     | 1970 |
| "All the King's Horses" | Aretha Franklin    | 1972 |
| "For the Love of You Pts. 1 & 2"                                                                                               | The Isley Brothers | 1975 |
| "The Player" | First Choice       | 1973 |

1 Первая соул версия в исполнении Джо Саймона в 1969 году

## Над альбомом работали

### Музыканты
| - Joss Stone – основной вокал - Cindy Blackman – ударные - Adam Blackstone – бас-гитара - Deanna Carroll – бэк-вокал - Mark Ciprit – гитара - Jack Daley – бас-гитара - Kirk Douglas – гитара - Karen Dreyfus – Альт - Taneka Duggan – бэк-вокал - Jimmy Farkus – акустическая гитара - Sam Furnace – саксофон - Steve Greenwell – бас-гитара - Willlie "Little Beaver" Hale – гитара - Dawn Hannay – Альт - Kamal – клавишные - Lisa Kim – скрипка - Myung Hi Kim – скрипка - Sarah Kim – скрипка - Soo Hyun Kwon – скрипка - Benny Latimore – фортепиано - Leanne LeBlanc – виолончель - Liz Lim – скрипка - Mike Mangini – бубен | - Namphuyo Aisha McCray – бэк-вокал - Angelo Morris – акустическая гитара, гитара, орган, клавишные - Ignacio Nunez – перкуссия - Sandra Park – скрипка - Danny Pierre – клавишные - James Poyser – клавишные - Robert Rinehart – Альт - Tom Rosenfeld – Альт - Laura Seaton – скрипка - Sarah Seiver – виолончель - Rob Shaw – скрипка - Fiona Simon – скрипка - Alan Stepansky – виолончель - Angie Stone – бэк-вокал - Jenny Strenger – скрипка - Timmy Thomas – орган - Ahmir "?uestlove" Thompson – ударные - Jeremy Turner – виолончель - Betty Wright – бэк-вокал - Jeanette Wright – бэк-вокал - Sharon Yamada – скрипка - Jung Sun Yoo – скрипка |

### Ответственные за выпуск
| - Betty Wright – продюсер - Steven Greenberg – продюсер, исполнительный продюсер - Mike Mangini – продюсер - Ahmir "?uestlove" Thompson – продюсер - Steve Greenwell – звукорежиссёр, микширование - John Angier – струнные аранжировки | - Chris Gehringer – мастеринг - Fatou Sow – A&R - David Gorman – арт-директор, дизайн - Bryan Lasley – арт-директор, дизайн - Charles Allen Smith – фотография - Karen Fuchs – фотография |

## Позиции в чартах
| Страна, чарт (2004)                   | Высшее место |
| ------------------------------------- | ------------ |
| Австралия ARIA Albums Chart           | 16           |
| Австрия Albums Chart                  | 4            |
| Бельгия Ultratop 50 Albums (Flanders) | 7            |
| Бельгия Ultratop 50 Albums (Wallonia) | 23           |
| Канада Albums Chart                   | 19           |
| Дания Albums Chart                    | 15           |
| Нидерланды Albums Chart               | 4            |
| Европа Top 100 Albums                 | 4            |
| Франция Albums Chart                  | 23           |
| Германия Albums Chart                 | 4            |
| Ирландия Albums Chart                 | 32           |
| Италия Albums Chart                   | 8            |
| Япония Albums Chart                   | 91           |

| Страна, чарт (2004)                  | Высшее место |
| ------------------------------------ | ------------ |
| Новая Зеландия Albums Chart          | 8            |
| Норвегия Albums Chart                | 4            |
| Польша Albums Chart                  | 28           |
| Португалия Albums Chart              | 5            |
| Швеция Albums Chart                  | 12           |
| Швейцария Albums Chart               | 14           |
| Великобритания Albums Chart          | 4            |
| США Billboard 200                    | 39           |
| США Billboard Top R&B/Hip-Hop Albums | 38           |
| США Billboard Top Internet Albums    | 65           |
| США Billboard Top Heatseekers        | 1            |
| США Billboard Comprehensive Albums   | 39           |

| Год  | Чарт                        | Место |
| ---- | --------------------------- | ----- |
| 2004 | Австралия Albums Chart      | 48    |
| 2004 | Австрия Albums Chart        | 55    |
| 2004 | Бельгия Ultratop 50 Albums  | 32    |
| 2004 | Франция Albums Chart        | 106   |
| 2004 | Новая Зеландия Albums Chart | 20    |
| 2004 | Швейцария Albums Chart      | 62    |
| 2004 | Великобритания Albums Chart | 19    |
| 2004 | США Billboard 200           | 156   |

| Страна         | Ассоциация | Сертификация       | Продажи   |
| -------------- | ---------- | ------------------ | --------- |
| Аргентина      | CAPIF      | Золотой диск       | 20,000    |
| Австралия      | ARIA       | Платиновый диск    | 70,000    |
| Австрия        | IFPI       | Платиновый диск    | 20,000    |
| Бельгия        | IFPI       | Платиновый диск    | 20,000    |
| Канада         | CRIA       | Платиновый диск    | 100,000   |
| Европа         | IFPI       | Платиновый диск    | 1,000,000 |
| Франция        | SNEP       | Золотой диск       | 120,000   |
| Германия       | IFPI       | Золотой диск       | 100,000   |
| Ирландия       | IRMA       | Платиновый диск    | 15,000    |
| Нидерланды     | NVPI       | Золотой диск       | 30,000    |
| Новая Зеландия | RIANZ      | Платиновый диск    | 15,000    |
| Норвегия       | IFPI       | Золотой диск       | 15,000    |
| Швейцария      | IFPI       | Золотой диск       | 20,000    |
| Великобритания | BPI        | 3× Платиновый диск | 1,000,000 |
| США            | RIAA       | Золотой диск       | 914,000   |

## История релиза
| Страна         | Дата                  | Лейбл      |
| -------------- | --------------------- | ---------- |
| США            | 16 сентября 2003      | S-Curve    |
| Канада         | 28 октября 2003       | EMI        |
| Великобритания | 24 ноября 2003        | Relentless |
| Япония         | 16 января 2004        | EMI        |
| Франция        | 6 февраля 2004        | EMI        |
| Франция        | 14 июня 2004 (CD+DVD) | EMI        |
| Испания        | 16 февраля 2004       | EMI        |
| Германия       | 20 февраля 2004       | EMI        |
| Австрия        | 20 февраля 2004       | EMI        |
| Швейцария      | 20 февраля 2004       | EMI        |
| Нидерланды     | 23 февраля 2004       | EMI        |
| Австралия      | 23 февраля 2004       | EMI        |